# Фонтелу
Фонтелу (порт. Fontelo)  —  район (фрегезия) в Португалии,  входит в округ Визеу. Является составной частью муниципалитета  Армамар. По старому административному делению входил в провинцию Траз-уж-Монтиш и Алту-Дору. Входит в экономико-статистический  субрегион Доуру, который входит в Северный регион. Население составляет 816 человек на 2001 год. Занимает площадь 7,68 км².
Покровителем района считается Святой Доминик (порт. São Domingos). 